# Михайлов, Максим Михайлович
Максим Михайлович Михайлов (род. 19 марта 1988, Кузьмоловский, Ленинградская область) — российский волейболист, нападающий казанского «Зенита» и сборной России, чемпион Игр ХХХ Олимпиады в Лондоне, двукратный чемпион Европы, заслуженный мастер спорта России.

## Игровая карьера
Максим Михайлов начинал заниматься волейболом с 8 лет в Кузьмоловском у тренера Валерия Емельяновича Беспрозванных. Затем продолжил занятия в спортшколе олимпийского резерва «Экран» в Санкт-Петербурге у заслуженного тренера России Елены Константиновны Николаевой. В 15 лет переехал в Ярославль. В сезоне 2004/05 годов выступал в высшей лиге «Б» чемпионата России за ярославский «Строитель» — фарм-команду «Нефтяника», являвшуюся базовой командой юниорской сборной России. В 2005 году тренер юниорской сборной Владимир Кондра включил Михайлова в заявку на чемпионат мира в Алжире, причём Максим был на год моложе всех товарищей по команде. В финальном матче чемпионата россияне одержали трудную победу в пяти партиях над сверстниками из Бразилии.
С 2005 года Максим Михайлов начал играть в основном составе «Нефтяника» на позиции доигровщика, в этом же амплуа выступал и в молодёжной сборной России. Являясь одним из ключевых игроков молодёжной команды, в сентябре 2006 года выиграл золото чемпионата Европы в Казани, а в июле 2007 года — серебро чемпионата мира в Марокко, на котором стал лучшим подающим и вторым по общей результативности среди всех участников турнира.
Тем временем в ярославском клубе Михайлов с 2006 года осваивал позицию диагонального нападающего и в чемпионате России-2007/08 в составе команды, вернувшейся после годичной паузы в Суперлигу и сменившей название на «Ярославич», стал самым результативным игроком. По окончании сезона был вызван Владимиром Алекно в сборную России.
14 июня 2008 года в Сувоне Максим Михайлов провёл первый матч за национальную команду, обыгравшую в рамках Мировой лиги сборную Республики Корея. Он был включён в заявку на «Финал шести» Мировой лиги и особенно ярко сыграл в матче за 3-е место, в котором сборная России одержала первую с 2002 года победу над бразильцами — за четыре сета набрал 21 очко, реализовав 68 % атак. 20-летний Михайлов являлся самым молодым игроком в составе сборной России на Олимпийских играх в Пекине, сыграл во всех матчах команды Владимира Алекно, по общему количеству набранных очков (127) стал лучшим в российской команде и вторым на турнире после американца Клейтона Стэнли. Михайлов заработал 31 очко в драматичном полуфинальном матче, в котором сборная США обыграла команду России со счётом 3:2, и 20 очков в трёхсетовой встрече с итальянцами, принёсшей сборной России бронзовые награды.
После пекинской Олимпиады Максим Михайлов отыграл ещё два сезона за «Ярославич», в каждом из которых становился самым результативным игроком чемпионатов России. 27 февраля 2010 года установил личный рекорд, набрав в матче с «Факелом» в Новом Уренгое 40 очков. В среднем же за игру в чемпионате России-2009/10 он набирал по 26,6 очка и в итоговой таблице результативности опередил ближайшего преследователя на 164 мяча. «Ярославич» занял 8-е место в Суперлиге, проиграв в четвертьфинальной серии казанскому «Зениту». Переговоры о переходе Михайлова в казанский клуб велись около двух лет, и, в итоге, летом 2010 года этот трансфер состоялся. В 2011 году Максим в составе «Зенита» впервые стал чемпионом России, а в следующем сезоне получил Приз Андрея Кузнецова, вручавшийся лучшему игроку национального первенства, и выиграл первый в своей карьере титул победителя Лиги чемпионов.
Прочно став основным диагональным сборной России, Максим Михайлов в 2010—2011 годах завоёвывал индивидуальные призы на всех официальных соревнованиях. В 2011 году выиграл золото Мировой лиги и Кубка мира и был признан самым ценным игроком обоих турниров. В заявке сборной на Олимпийские игры 2012 в Лондоне Михайлов являлся единственным диагональным и, несмотря на травму голеностопа, полученную в контрольном матче со сборной Болгарии за два дня до первой игры на Олимпиаде, вследствие которой ему, по признанию тренера Владимира Алекно, в первых встречах турнира приходилось совершать прыжки, отталкиваясь фактически только одной ногой, сыграл во всех матчах сборной России, завоевал золотую медаль и со 148 очками стал самым результативным волейболистом на лондонских Играх.
В сезоне-2012/13 Максим Михайлов был капитаном казанского «Зенита». Летом 2013 года взял небольшую паузу в выступлениях за сборную, связанную с восстановлением после травмы плеча, и снова присоединился к команде перед финальным раундом Мировой лиги. В составе сборной России под руководством Андрея Воронкова он во второй раз стал победителем Мировой лиги, выиграл золотую медаль чемпионата Европы и серебряную медаль Всемирного Кубка чемпионов.
В апреле 2014 года незадолго до старта «Финала шести» чемпионата России на одной из тренировок «Зенита» получил травму, в июне перенёс операции на обоих голеностопах. Михайлов пропустил сезон в сборной России, а в состав «Зенита» вернулся в сентябре во время предварительного этапа Кубка страны, причём в первых матчах из-за ограничений на прыжковую работу играл за казанскую команду в амплуа либеро. По ходу сезона сумел выйти на свой привычно высокий уровень, в марте 2015 года в составе казанского клуба выиграл Лигу чемпионов и был признан лучшим диагональным «Финала четырёх» в Берлине.
В 2015 году Максим Михайлов вернулся в состав сборной России. На Кубке мира под руководством вновь возглавившего национальную команду Владимира Алекно выступал в амплуа доигровщика, а на следующих турнирах вернулся к привычной игровой функции. Подготовка к Олимпиаде, как и четыре года назад, оказалась осложнена из-за проблем со здоровьем, но тем не менее на Играх в Рио-де-Жанейро он был основным диагональным и самым результативным игроком сборной России. По итогам олимпийского турнира команда Владимира Алекно заняла 4-е место.
В апреле 2017 года в Риме Максим Михайлов в составе «Зенита» выиграл третий подряд и четвёртый в своей карьере титул победителя Лиги чемпионов. В финальном матче казанцы разгромили итальянскую «Перуджу», а Максим набрал 19 очков, реализовав 75 % атак, и наряду с золотой медалью получил приз MVP «Финала четырёх». Ещё одну награду MVP он завоевал по итогам финального турнира чемпионата России, который также завершился победой казанской команды.
В сентябре 2017 года Михайлов во второй раз стал чемпионом Европы, набрав решающее очко на матчболе в пятой партии при счёте 14:13, и был признан лучшим игроком турнира. Он вошёл в тройку самых результативных игроков чемпионата, уступив по количеству набранных очков (90) лишь немцу Георгу Грозеру (117) и болгарину Цветану Соколову (92). 17 ноября 2017 года на гала-вечере Европейской конфедерации волейбола в Москве Максим Михайлов был удостоен награды лучшему волейболисту сезона в Европе.
В сезоне-2017/18 вместе с казанским «Зенитом» впервые выиграл клубный чемпионат мира, в пятый раз подряд завоевал золото чемпионата России, в четвёртый раз подряд стал победителем Лиги чемпионов. По итогам «Финала четырёх» главного еврокубка, как и годом ранее, был удостоен приза MVP.
В июле 2018 года Максим Михайлов в составе сборной России стал победителем и MVP первого в истории турнира Лиги наций. В финальном матче против сборной Франции, завершившемся со счётом 3:0, он реализовал 73 % атак, а всего набрал 19 очков. Следующие крупные турниры — чемпионат мира-2018 и чемпионат Европы-2019, на котором Михайлов делил игровое время с Виктором Полетаевым, сложились для российской команды неудачно.
Сезон-2019/20, десятый в казанском «Зените», Максим Михайлов провёл в качестве доигровщика, что было связано с уходом из стана казанцев основного игрока этого амплуа Мэттью Андерсона и появлением диагонального Цветана Соколова. По мнению Алексея Вербова, руководившего в том сезоне игрой «Зенита», «многие сомневались, но после Кубка России, где Максим стал MVP, наверняка признали, что это работает». Сам же волейболист отмечал: «Важный момент был в том, что Вербов обещал персонально работать со мной по приёму. Думаю, никто бы больше не смог меня уговорить». В следующем сезоне Михайлов вернулся на более привычную позицию диагонального.
В июне 2021 года выступал за сборную России в Лиге наций, став третьим по результативности среди всех участников турнира, и вошёл в заявку российской команды на Олимпийские игры в Токио. 23 июля Максим Михайлов и фехтовальщица Софья Великая были знаменосцами сборной Олимпийского комитета России на церемонии открытия Игр. На своей четвёртой Олимпиаде Михайлов вновь стал самым результативным игроком российской команды, получил индивидуальный приз лучшему диагональному турнира и к ранее выигранным бронзе и золоту добавил серебряную медаль.
В 2025 году в составе казанского «Зенита» в десятый раз стал чемпионом России, повторив рекорд Сергея Тетюхина по числу побед в национальных чемпионатах.

## Статистика

### Матчи за сборную России
| Турнир                         | Матчи     | Партии | Очки | Очки в атаке | Очки на блоке | Очки с подачи | За сет |
| ------------------------------ | --------- | ------ | ---- | ------------ | ------------- | ------------- | ------ |
| Мировая лига 2008              | 12 (6)    | 42     | 144  | 120          | 7             | 17            | 3,43   |
| Олимпийские игры 2008          | 8 (4)     | 30     | 127  | 105          | 15            | 7             | 4,23   |
| Мировая лига 2009              | 14 (7)    | 47     | 138  | 103          | 22            | 13            | 2,94   |
| Чемпионат мира 2010 (квал.)    | 1 (1)     | 4      | 20   | 18           | 1             | 1             | 5,00   |
| Чемпионат Европы 2009          | 7 (7)     | 26     | 103  | 82           | 11            | 10            | 3,96   |
| Мировая лига 2010              | 16 (15)   | 60     | 239  | 194          | 29            | 16            | 3,98   |
| Чемпионат мира 2010            | 9 (9)     | 29     | 162  | 130          | 15            | 17            | 5,59   |
| Мировая лига 2011              | 17 (15)   | 59     | 276  | 228          | 29            | 19            | 4,68   |
| Чемпионат Европы 2011          | 6 (6)     | 23     | 114  | 98           | 10            | 6             | 4,96   |
| Кубок мира 2011                | 11 (11)   | 35     | 185  | 150          | 20            | 15            | 5,29   |
| Мировая лига 2012              | 9 (8)     | 36     | 167  | 138          | 12            | 17            | 4,64   |
| Олимпийские игры 2012          | 8 (8)     | 29     | 148  | 124          | 11            | 13            | 5,10   |
| Мировая лига 2013              | 3 (—)     | 8      | 1    | 1            | 0             | 0             | 0,13   |
| Чемпионат Европы 2013          | 7 (—)     | 14     | 12   | 10           | 2             | 0             | 0,71   |
| Всемирный Кубок чемпионов 2013 | 4 (3)     | 14     | 45   | 38           | 5             | 2             | 3,21   |
| Мировая лига 2015              | 6 (4)     | 18     | 53   | 47           | 2             | 4             | 2,94   |
| Кубок мира 2015                | 11 (11)   | 37     | 144  | 114          | 11            | 19            | 3,89   |
| Чемпионат Европы 2015          | 4 (4)     | 13     | 60   | 45           | 8             | 7             | 4,62   |
| Олимпийские игры 2016 (квал.)  | 5 (5)     | 18     | 77   | 63           | 9             | 5             | 4,28   |
| Олимпийские игры 2016          | 8 (8)     | 26     | 100  | 82           | 15            | 3             | 3,85   |
| Чемпионат мира 2018 (квал.)    | 4 (3)     | 11     | 49   | 37           | 4             | 8             | 4,45   |
| Чемпионат Европы 2017          | 6 (6)     | 20     | 90   | 74           | 6             | 10            | 4,50   |
| Лига наций 2018                | 4 (4)     | 13     | 63   | 53           | 5             | 5             | 4,85   |
| Чемпионат мира 2018            | 10 (10)   | 34     | 132  | 102          | 11            | 19            | 3,88   |
| Олимпийские игры 2020 (квал.)  | 1 (1)     | 2      | 7    | 7            | 0             | 0             | 3,50   |
| Чемпионат Европы 2019          | 4 (3)     | 12     | 35   | 28           | 6             | 1             | 2,92   |
| Лига наций 2021                | 13 (12)   | 48     | 201  | 167          | 17            | 17            | 4,19   |
| Олимпийские игры 2020          | 8 (8)     | 30     | 130  | 110          | 14            | 6             | 4,33   |
| Всего                          | 216 (179) | 738    | 3022 | 2468         | 297           | 257           | 4,09   |

### Матчи в чемпионате России
| Сезон   | Команда     | Матчи | Партии | Очки | Очки в атаке | Очки на блоке | Очки с подачи | За сет |
| ------- | ----------- | ----- | ------ | ---- | ------------ | ------------- | ------------- | ------ |
| 2007/08 | «Ярославич» | 22    | 87     | 449  | 358          | 36            | 55            | 5,16   |
| 2008/09 | «Ярославич» | 28    | 112    | 608  | 514          | 41            | 53            | 5,43   |
| 2009/10 | «Ярославич» | 25    | 105    | 666  | 564          | 48            | 54            | 6,34   |
| 2010/11 | «Зенит»     | 33    | 125    | 595  | 486          | 55            | 54            | 4,76   |
| 2011/12 | «Зенит»     | 21    | 80     | 413  | 332          | 33            | 48            | 5,16   |
| 2012/13 | «Зенит»     | 30    | 115    | 543  | 451          | 37            | 55            | 4,72   |
| 2013/14 | «Зенит»     | 20    | 65     | 313  | 244          | 29            | 40            | 4,82   |
| 2014/15 | «Зенит»     | 34    | 123    | 502  | 398          | 51            | 53            | 4,08   |
| 2015/16 | «Зенит»     | 25    | 83     | 338  | 265          | 43            | 30            | 4,07   |
| 2016/17 | «Зенит»     | 29    | 95     | 453  | 343          | 51            | 59            | 4,77   |
| 2017/18 | «Зенит»     | 32    | 109    | 515  | 422          | 37            | 56            | 4,72   |
| 2018/19 | «Зенит»     | 31    | 105    | 527  | 424          | 44            | 59            | 5,02   |
| 2019/20 | «Зенит»     | 19    | 60     | 213  | 165          | 22            | 26            | 3,55   |
| 2020/21 | «Зенит»     | 30    | 112    | 489  | 400          | 48            | 41            | 4,37   |
| 2021/22 | «Зенит»     | 27    | 90     | 392  | 318          | 34            | 40            | 4,36   |
| 2022/23 | «Зенит»     | 32    | 110    | 455  | 380          | 41            | 34            | 4,14   |
| 2023/24 | «Зенит»     | 29    | 88     | 306  | 254          | 38            | 14            | 3,48   |
| 2024/25 | «Зенит»     | 23    | 76     | 260  | 222          | 24            | 14            | 3,42   |

## Достижения

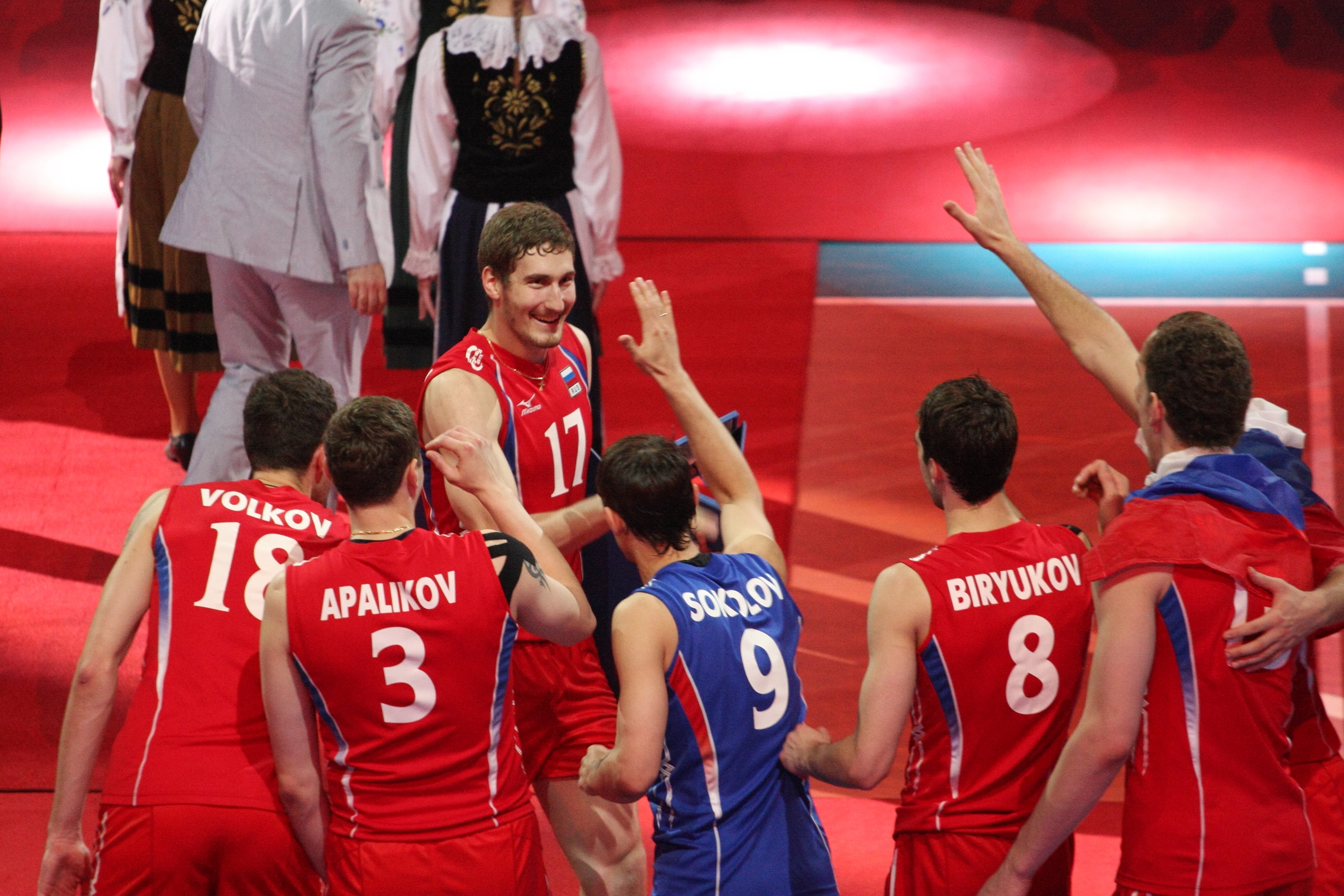
10 июля 2011 года. Ergo Arena. MVP и лучший блокирующий Мировой лиги Максим Михайлов принимает поздравления от партнёров по команде

### Со сборными
- Чемпион Олимпийских игр 2012 года в Лондоне.
- Серебряный призёр Олимпийских игр (2020).
- Бронзовый призёр Олимпийских игр (2008).
- Чемпион Европы (2013, 2017).
- Обладатель Кубка мира (2011).
- Серебряный призёр Всемирного Кубка чемпионов (2013).
- Победитель Мировой лиги (2011, 2013), серебряный (2010) и бронзовый (2008, 2009) призёр Мировой лиги.
- Победитель Лиги наций (2018).
- Чемпион мира среди юниорских команд (2005).
- Чемпион Европы среди молодёжных команд (2006).
- Серебряный призёр чемпионата мира среди молодёжных команд (2007).
- Чемпион всероссийской Спартакиады (2022) в составе сборной Татарстана.

### В клубной карьере
- Чемпион России (2010/11, 2011/12, 2013/14, 2014/15, 2015/16, 2016/17, 2017/18, 2022/23, 2023/24, 2024/25), серебряный (2018/19, 2019/20) и бронзовый (2012/13, 2021/22) призёр чемпионата России.
- Обладатель Кубка России (2014, 2015, 2016, 2017, 2018, 2019, 2021, 2022, 2023), финалист (2012, 2024) и бронзовый призёр (2010, 2013, 2025) Кубка России.
- Обладатель Суперкубка России (2010, 2011, 2012, 2015, 2016, 2017, 2018, 2020, 2023, 2024).
- Победитель (2011/12, 2014/15, 2015/16, 2016/17, 2017/18), финалист (2010/11, 2018/19) и бронзовый призёр (2012/13) Лиги чемпионов.
- Победитель клубного чемпионата мира (2017), серебряный (2015, 2016) и бронзовый (2011, 2019) призёр клубного чемпионата мира.

### Личные
- MVP и лучший блокирующий «Финала восьми» Мировой лиги (2011).
- MVP Кубка мира (2011).
- MVP чемпионата Европы (2017).
- MVP «Финала шести» Лиги наций (2018).
- Самый результативный и лучший нападающий «Финала шести» Мировой лиги (2010).
- Самый результативный и лучший нападающий чемпионата Европы (2011).
- Самый результативный игрок и лучший нападающий олимпийского турнира в Лондоне (2012).
- Лучший нападающий чемпионата мира (2010).
- Лучший диагональный олимпийского турнира в Токио (2020).
- Лучший подающий молодёжного чемпионата мира (2007).
- Самый результативный игрок чемпионатов России (2007/08, 2008/09, 2009/10).
- Обладатель Приза Андрея Кузнецова (2012).
- MVP «Финала шести» чемпионата России (2017).
- MVP «Финала четырёх» Кубка России (2018, 2019, 2021, 2022).
- Лучший нападающий «Финала шести» Кубка России (2012).
- Лучший нападающий «Финала четырёх» Кубка России (2021).
- Участник Матчей звёзд России (2009, 2010, 2011, 2012, 2013, февраль 2014, декабрь 2014).
- MVP «Финала четырёх» Лиги чемпионов (2017, 2018).
- Самый результативный игрок «Финала четырёх» Лиги чемпионов (2011, 2012).
- Лучший подающий «Финала четырёх» Лиги чемпионов (2012).
- Лучший нападающий «Финала четырёх» Лиги чемпионов (2014).
- Вошёл в символическую сборную «Финала четырёх» Лиги чемпионов (2015, 2016) и клубного чемпионата мира (2015).
- Самый результативный игрок клубного чемпионата мира (2011).
- Лучший волейболист Европы 2017 года[18].
- Лауреат премии «Серебряная лань-2011» Федерации спортивных журналистов России[19].
- Вошёл в список лучших игроков мира по итогам 2021 года по версии Международной федерации волейбола[20].

## Государственные награды
- Орден Дружбы (13 августа 2012 года) — за большой вклад в развитие физической культуры и спорта, высокие спортивные достижения на Играх XXX Олимпиады 2012 года в городе Лондоне (Великобритания)[21].
- Медаль ордена «За заслуги перед Отечеством» I степени (11 августа 2021 года) — за большой вклад в развитие отечественного спорта, высокие спортивные достижения, волю к победе, стойкость и целеустремленность, проявленные на Играх XXXII Олимпиады 2020 года в городе Токио (Япония)[22].

## Общественная деятельность
В ноябре 2024 года вошёл в состав новообразованной комиссии по наследию Международной федерации волейбола.

## Личная жизнь
Максим Михайлов — выпускник факультета физической культуры Ярославского государственного педагогического университета имени К. Д. Ушинского.
В июне 2014 года женился на внучке известного ярославского реставратора Алексея Егорова Анастасии. 15 июля 2015 года в их семье родился сын Никита.